# Эдит (ураган)
Урага́н «Э́дит» (англ. Hurricane Edith) — самый мощный тропический циклон, образовавшийся в сезоне атлантических ураганов 1971 года в Атлантическом океане. Он стал первым ураганом 5-й категории, который обрушился на сушу в этом регионе, возникнув из тропической волны 5 сентября и быстро усилившись в Карибском море. 9 сентября «Эдит» достиг максимальной силы, обрушившись на мыс Кабо-Грасьяс-а-Дьос с ветрами, достигающими 160 миль в час (260 км/ч). Ураган прошёл через Центральную Америку и полуостров Юкатан в Мексике, после чего ослабел. Затем, двигаясь по Мексиканскому заливу, он снова усилился и 16 сентября ударил по Луизиане с ветрами 105 миль в час (170 км/ч). Постепенно теряя силу, «Эдит» рассеялся над штатом Джорджия 18 сентября.
Ураган унёс жизни двух человек, когда проходил рядом с островом Аруба. Он также разрушил сотни домов и унёс как минимум 35 жизней на северо-востоке Центральной Америки. В Техасе высокие приливы вызвали наводнения на побережье, но серьёзного ущерба не нанесли. В Луизиане «Эдит» привёл к умеренным разрушениям из-за наводнений и возникшего торнадо. Один из смерчей, оценённый на уровне F3 по шкале Фудзиты, повредил несколько домов и ранил людей в Батон-Руж. Торнадо также распространились на восток Флориды, где некоторые из них разрушили многие здания. Общий ущерб в США составил 25 миллионов долларов (в 1971 году, что эквивалентно 188 миллионам долларов в 2022 году).

## Метеорологическая история
31 августа у берегов Африки, недалеко от Дакара, появилась тропическая волна, которая направилась на запад в область внутритропической зоны конвергенции, где встречаются тропические ветра. 2 сентября она превратилась в тропическое возмущение с небольшой областью конвекции. Далее оно продолжало двигаться на запад, и 3 сентября, когда возмущение переместилось к западу от 40° долготы, скорость воздушных потоков уменьшилась. На следующий день тропическое возмущение стало едва заметным среди облаков. В итоге оно постепенно отделилось от внутритропической зоны конвергенции. Был совершён разведывательный полёт с помощью самолёта-разведчика, в результате которого 5 сентября было подтверждено наличие низкоуровневой циркуляции, и то, что волна превратилась в тропическую депрессию. В этот момент она находилась в 255 милях (410 км) к востоку от Гренады.
Депрессия стремительно двигалась на запад и рано утром 6 сентября пересекла южные Малые Антильские острова. Южная часть её циркуляции прошла над северо-восточной Венесуэлой, но после выхода в Карибское море другой разведывательный самолёт не смог подтвердить наличие низкоуровневой циркуляции. Вскоре, оказавшись в зоне слабо выраженного сдвига ветра, она смогла организоваться и усилиться. 7 сентября депрессия преобразилась в тропический шторм «Эдит» неподалёку от острова Кюрасао. Хотя в начале у шторма сохранялся верхний уровень низкого давления, находившийся примерно в 750 милях (1210 км) к северо-западу, «Эдит» двигался на запад-северо-запад под воздействием узкого и устойчивого гребня высокого давления, который простирался от юго-западной части Атлантического океана до Мексиканского залива. По мере того как шторм углублялся в открытые воды Карибского моря, область низкого давления постепенно сменялась антициклоном. Это способствовало дальнейшему усилению шторма, и 8 сентября в юго-центральной части Карибского моря «Эдит» стал ураганом.
9 сентября ураган стремительно усилился, и всего за 24 часа «Эдит» получил 5-ю категорию, развивая скорость ветра до 160 миль в час (260 км/ч) у побережья Никарагуа. Причины этого сильного углубления остаются неизвестными, однако предполагается, что трансформация верхней тропосферы из области низкого давления в антициклон способствовала высвобождению баротропной энергии. Экипажи разведывательных самолётов, находившиеся в эпицентре шторма, сообщали о сильной турбулентности, что вызывало серьёзные опасения. На пике своей интенсивности ураган имел чётко очерченный «Глаз бури» диаметром 5 миль (8 км). Поздно вечером того же дня ураган «Эдит» обрушился на северо-восточную часть Никарагуа, в районе Кабо-Грасьяс-а-Дьос.
Ураган «Эдит» начал быстро ослабевать, когда пронёсся над горами северо-восточной части Центральной Америки. Всего через 18 часов после того, как он достиг суши, он вышел в Гондурасский залив как ураган первой категории, с ветрами скоростью 80 миль в час (130 км/ч). Продолжая движение на северо-запад, он стал ещё слабее и снова вышел на сушу рядом с городом Белиз, где его ветры были уже 70 миль в час (110 км/ч). Когда «Эдит» пересёк полуостров Юкатан, он ещё более ослабел и 11 сентября вышел в Мексиканский залив как минимальный тропический шторм в районе Кампече (Мексика). Сначала ураган не смог усилиться, несмотря на тёплую воду и небольшой сдвиг ветра. Это произошло потому, что антициклон над заливом мешал ему, находясь в связке с ураганом «Ферн», который двигался по северо-западу Мексиканского залива. Этот антициклон создал условия, которые не способствовали усилению «Эдит». Однако, когда «Ферн» начал двигаться дальше вглубь Техаса, условия для «Эдит» стали лучше, и через 36 часов после выхода в Мексиканский залив шторм начал немного усиливаться.
«Эдит» продолжал двигаться на запад-северо-запад, направляясь к побережью Мексики, но рано утром 14 сентября шторм затих, находясь у побережья штата Тамаулипас. К нему приблизилась среднеширотная барическая ложбина низкого давления, которая заставила ураган повернуть и медленно дрейфовать на северо-восток. Находясь всего в нескольких милях от мексиканского побережья, «Эдит» не усиливался до 15 сентября, но затем ускорился в северо-восточном направлении и вновь приобрёл статус урагана. Приблизившись к побережью Луизианы, ураган повернул на восток-северо-восток и 16 сентября вышел на сушу в малонаселённом районе в 30 милях (48 км) к востоку от Камерона с ветром 105 миль в час (169 км/ч), что соответствует урагану второй категории по шкале ураганов Саффира — Симпсона. «Эдит» быстро ослабел над сушей, превратившись в тропический шторм над Луизианой и в тропическую депрессию над Миссисипи. Он продолжал двигаться на восток-северо-восток и рассеялся над северо-западной Джорджией 18 сентября.

## Предупреждения
За 14 часов до того, как ураган «Эдит» достиг суши в Центральной Америке, Национальный ураганный центр предупреждал людей о серьёзной угрозе и советовал им подготовиться к ураганным условиям. Когда шторм находился в Мексиканском заливе, центр объявил предупреждение об урагане для района от Камерона до Морган-Сити в Луизиане за 18 часов до его выхода на сушу. В итоге «Эдит» ударил по суше в середине этой зоны предупреждения. В Мексиканском заливе некоторые нефтяные вышки были закрыты или переведены на автоматический контроль. Буровые платформы в прибрежных водах Миссисипи были готовы к эвакуации на случай, если ураган «Эдит» сдвинется дальше на восток, чем ожидалось. Тысячи людей начали эвакуироваться из прибрежных районов Луизианы ещё до прихода урагана. В прибрежных городах открыли несколько убежищ, а многие люди запасались продуктами и необходимыми вещами. В это же время власти закрыли школы в большинстве районов юга Луизианы.

## Последствия

### Карибские острова
Проходя через южные Малые Антильские острова, тропическая депрессия вызвала сильные дожди и ветер скоростью около 35 миль в час (56 км/ч). На Арубе ураган вызвал тропический шторм, порывы которого достигали 60 миль в час (97 км/ч). По сообщениям, двое рыбаков потерялись в море и предположительно погибли. Ураган «Эдит» вызвал сильные ветры на северо-востоке Никарагуа и востоке Гондураса. В Пуэрто-Лемпире ветер достигал 140 миль в час (230 км/ч). По сообщениям, все дома в районе мыса Кабо-Грасьяс-а-Дьос были разрушены или сильно повреждены, 7000 человек остались без крова. Метеорологическая служба Британского Гондураса сообщила о 100 погибших в этом районе, хотя позже уточнили, что в Никарагуа погибло 35 человек. Ущерб составил 380 тыс. долларов (в 2023 году это примерно 2,86 миллиона долларов). Три самолёта Военно-воздушных сил США доставляли пострадавшим в Никарагуа материальную помощь, еду и медикаменты. В Гондурасе ураган вызвал приливы высотой 15 футов (4,6 м) и сильные волны, которые разрушили 40 рыбацких лодок. Хотя ураган повредил многие деревни, в Гондурасе погибших не было. На прибрежных островах Белиза отмечались ветры скоростью до 60 миль в час (97 км/ч).

### Соединённые штаты Америки
На двух станциях в Техасе были зафиксированы сильные ветры, а в Галвестоне порыв ветра достиг 53 миль в час (85 км/ч). Ураган «Эдит» вызвал приливы более 4 футов (1,2 м), что привело к затоплению части шоссе 87. В результате урагана выпало небольшое или умеренное количество осадков, максимум составил 3,5 дюйма (89 мм) в Сабин Пасс. Из-за урагана были повалены деревья и линии электропередач, ущерб составил 180 000 долларов по тем меркам.
Ураган повредил три судна у побережья Луизианы, однако все пассажиры были успешно спасены. Когда ураган «Эдит» вышел на сушу в Луизиане, он вызвал приливы высотой до 9,7 футов (3 метра) в Сайпремонт-Пойнт недалеко от города Морган. Был зафиксирован самый сильный ветер на уровне 69 миль в час (111 км/ч) в Камероне, а также порыв ветра до 96 миль в час (154 км/ч). Из-за отсутствия метеоприборов место образования урагана точно неизвестно. В Луизиане выпало умеренное количество осадков, в том числе более 8 дюймов (200 мм) на юго-западе штата. Перед ураганом сильные дожди и наличие сухого воздуха вызвали 16 торнадо от Луизианы до Алабамы. Один из них категории F3 обрушился на восточные пригородные районы Батон-Руж и нанёс ущерб на сумму 2,5 миллиона долларов (в 2023 году это примерно 18,8 миллиона долларов) на своём пути длиной 7 миль (11 км). Этот торнадо также ранил трёх человек. Торнадо F2 в приходе Танджипахоа причинил ущерб на 250 000 долларов (в 2023 году — около 1,88 миллиона долларов) на своём четырёхмильном (6,4 км) пути, а торнадо F1 в округе Сент-Мартин ранил 6 человек на трёхмильном (4,8 км) пути. «Эдит» также сильно повредил урожай сахарного тростника в юго-западной Луизиане. Примерно через месяц после того, как «Эдит» обрушилась на Соединённые Штаты, президент Ричард Никсон объявил часть Луизианы зоной бедствия, для которой были выделены средства на помощь пострадавшим.
В Миссисипи порывы ветра достигали 70 миль в час (110 км/ч) в Хаттисберге, и в нескольких местах были зафиксированы ветры тропической силы. Ураган «Эдит» также принёс умеренные дожди, максимальное количество которых составило 6,15 дюйма (156 мм) в Либерти. В Алабаме ураган вызвал лёгкие дожди, умеренные порывы ветра и прилив высотой 2,7 фута (0,82 м) в Мобиле. В Алабаме образовалось четыре торнадо, три из которых были категории F2. Два торнадо обрушились на округ Болдуин: один разрушил два дома и несколько повредил, а другой уничтожил два мобильных дома, несколько сараев и повредил десять домов. Два торнадо были также зафиксированы в округе Вашингтон, один из которых разрушил несколько небольших зданий и повалил деревья. Во Флориде ураган вызвал приливы немного выше нормы и лёгкий дождь. В Пенсаколе был зафиксирован торнадо, который причинил ущерб в 25 000 долларов (в 1971 году, что эквивалентно 125 000 долларов в 2006 году), пострадал только один человек. Общий ущерб по всей стране составил 25 миллионов долларов (в 1971 году, что примерно 188 миллионов долларов в 2023 году), в основном из-за повреждений сельскохозяйственных культур в юго-западной Луизиане.

## Комментарии
1. ↑  Тропическая депрессия — это метеорологическое явление, которое является начальной стадией образования тропических циклонов.